# Mantelaktinie
Die Mantelaktinie (Adamsia palliata) ist eine Seeanemonenart, die Schneckenschalen besiedelt. Ihr Name leitet sich davon ab, dass sie diese Schalen umwächst und damit einen „Mantel“ bildet.

## Merkmale
Der „Körper“ der Mantelaktinie wird von Ektoderm, Entoderm und Mesogloea gebildet und geht von der Mundscheibe am oberen Ende bis zur basalen Fußscheibe. Er ist schmutzig weiß, mit rosa, lila und purpurnen Punkten und stark abgeflacht. Bei Bedarf kann sich die Anemone zusammenziehen, das heißt, sie zieht ihre Tentakel fast vollständig ein.
Die Mundöffnung ist oval und kann einen Durchmesser von bis zu fünf Zentimetern erreichen. Sie ist von mehreren, kreisförmigen Tentakelreihen umgeben.
Die ca. 384 weißen Tentakel sind bis zu einem Zentimeter lang.
Knapp unter der Mundöffnung, die heller ist als der Körper, zeichnet sich ein dünner, rosa Ring ab.
Die Mantelaktinie setzt sich kopfüber auf der Unterseite von Schneckenschalen fest. Ihre Tentakel streifen besenartig über den Meeresboden und können auf diese Weise Nahrung aufnehmen.
Mit ihrer Fußscheibe umwächst sie dabei die Schale, wobei die Fußscheibenränder bei vollständiger Ummantelung an der Oberseite des Gehäuses wieder zusammenstoßen. Die Fußscheibe kann einen Durchmesser von bis zu fünfzehn Zentimetern erreichen und ist weiß bis fast kastanienbraun gefärbt, ebenfalls mit rosa und lila Punkten.
Die bevorzugte Schneckenart, auf deren leeren Gehäuse sich die Mantelaktinie allein, selten auch zu zweit, ansiedelt, kann variieren. Beispiele sind die Wellhornschnecke (Buccinum undatum), Scaphander lignarius, sowie mehrere Kreiselschnecken (Trochidae). Diese Schalen werden meist vom Anemonen-Einsiedlerkrebs (Pagurus prideaux) besiedelt; es kommen aber auch andere Pagurus-Arten vor.
Bei Bedrohung, oder zum Beuteerwerb, schießt A. palliata violette, selten weiße, giftige Nesselfäden (Nematocysten) aus dem basalen Bereich aus.

## Verbreitung
Man findet A. palliata vor allem auf schlammigen bis sandigen Weichböden bis maximal zweihundert Meter Meerestiefe.
Sie kommt in der Nordsee, dem nordöstlichen Atlantik bis südlich der Azoren und im Mittelmeer vor.

## Entwicklung
Während der Sommermonate gibt Adamsia palliata mehrere hundert Eizellen durch ihre Mundöffnung ins Meer ab.
Diese werden im Wasser befruchtet und es entwickeln sich Planula-Larven. Diese wiederum entwickeln sich zu juvenilen Seeanemonen und suchen sich einen passenden Wirt, den sie dann umwachsen.

## Symbiose mitPagurus prideaux
Die Symbiose zwischen Pagurus prideaux und Adamsia palliata ist eine Ektosymbiose.
Die Symbiose ist nicht obligat, das heißt, dass die Symbionten nicht voneinander abhängen. Es wurden A.-palliata-Exemplare beobachtet, die jahrelang ohne den Partner überlebten.
Die Vorteile für die Anemone bestehen vor allem aus der Mobilität. Diese kommt ihr als vergrößerter Aktionsradius beim Beutefang und als erweiterter Lebensraum zugute, da sie sich mithilfe des Einsiedlers auf schlammigen Böden ansiedeln kann, in denen sie sonst einsedimentieren würde. Zusätzlich verbessert sich die Sauerstoffzufuhr durch die Fortbewegung des Einsiedlers.
Das Fressverhalten des Krebses bietet einen weiteren Vorteil: Der Einsiedlerkrebs wirbelt den Sand um sich herum auf, um Nahrung herauszufiltern, was auch der Ernährung der Mantelaktinie zugutekommt.
P. prideaux profitiert vor allem von den Nesselzellen der Mantelaktinie. Bei Bedrohung schießt die Seeanemone Nesselfäden aus, die noch mehrere Minuten lang an der Schneckenschale haften bleiben und so für ausreichend Schutz sorgen.
Wenn die Mantelaktinie zu groß wird, stößt sie ein chitinhältiges Sekret aus, dass die Schneckenschale vergrößert. Das hat auch für den Anemoneneinsiedler den Vorteil, dass dieser länger in der Schale wohnen kann, wodurch das Symbiosepaar nicht umsiedeln muss. Teilweise kommt es sogar zu einer kompletten Auflösung der Schneckenschale und die Aktinie bildet selbst das Gehäuse für den Krebs.
Das Zusammenleben der Symbionten geht so weit, dass P. prideaux bei einem Gehäuseumzug „seine“ Mantelaktinie manchmal mitübersiedelt.

## Taxonomie
Die Taxonomie der Art war seit den 1980er Jahren umstritten. Nachdem sie jahrhundertelang unter dem Artnamen palliata geführt worden war, ordnete R.L. Manuel sie aus nomenklatorischen Gründen 1981 in seinem Werk „British Anthozoa“ dem Namen Adamsia carciniopados A.W. Otto, 1823, zu. Der Name palliata entstammt ursprünglich einer Publikation von Johann Baptist Bohadsch, die allerdings für nomenklatorische Zwecke von der ICZN unterdrückt wurde, weil nicht alle in ihr aufgeführten Namen binär sind (Opinion 185). Cornelius und Ates 2003, plädierten dann allerdings dafür, dass der Name Adamsia palliata zu erhalten sei. Vor Otto 1823 hatte ihnen zufolge O.F. Müller den Namen palliata 1776 verwendet und damit ihrer Ansicht nach nomenklatorisch verfügbar gemacht. Das „World Register of Marine Species“ schreibt den Namen Adamsia palliata stattdessen Fabricius, 1779 zu und folgt damit der Meinung von Daphne G. Fautin in "Hexacorallians of the world".